# Krywicze

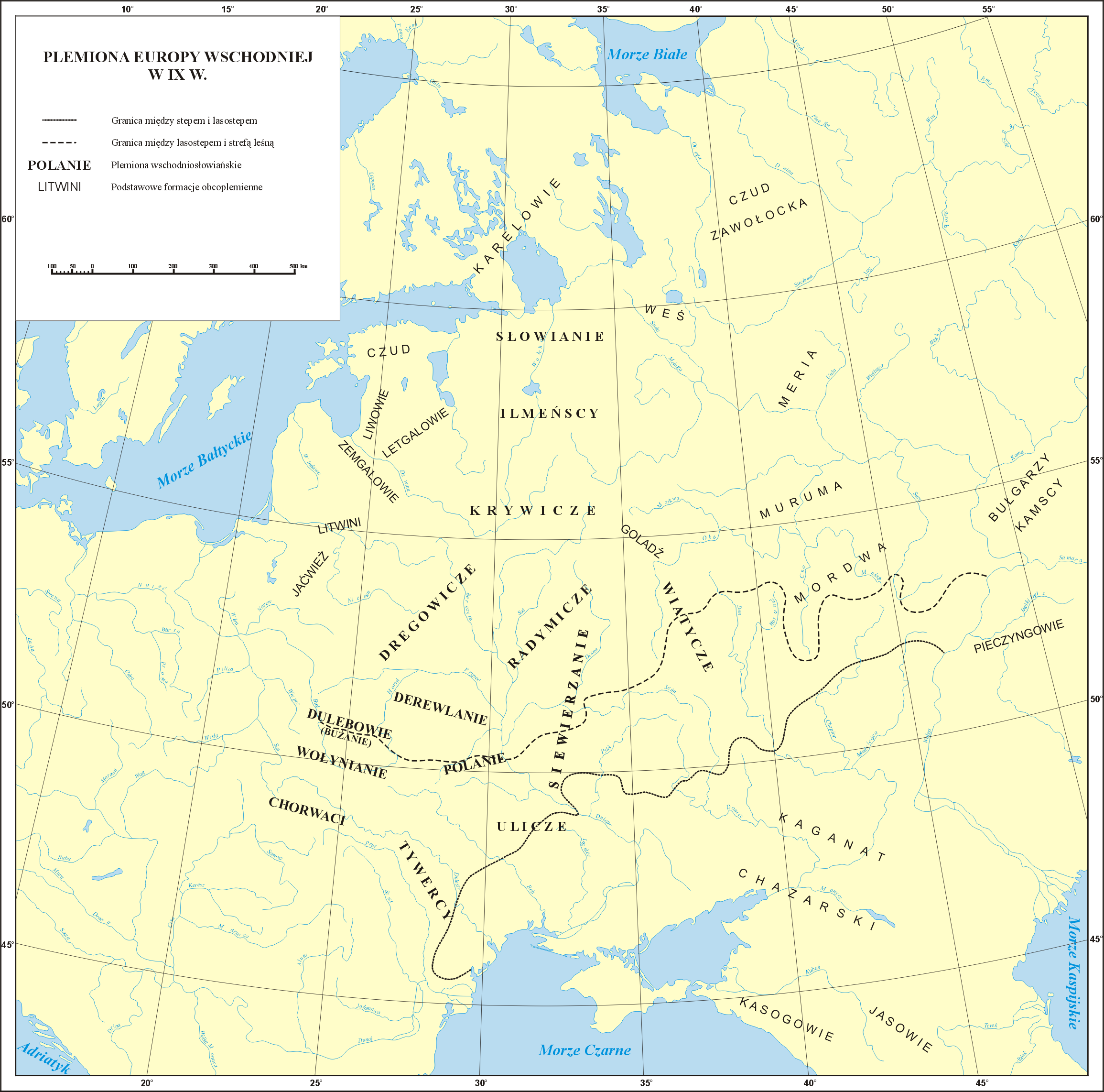
Plemiona słowiańskie w VIII–X w. w świetle informacji „Powieści dorocznej” (na podstawie opracowania prof. Wojciecha Szymańskiego)

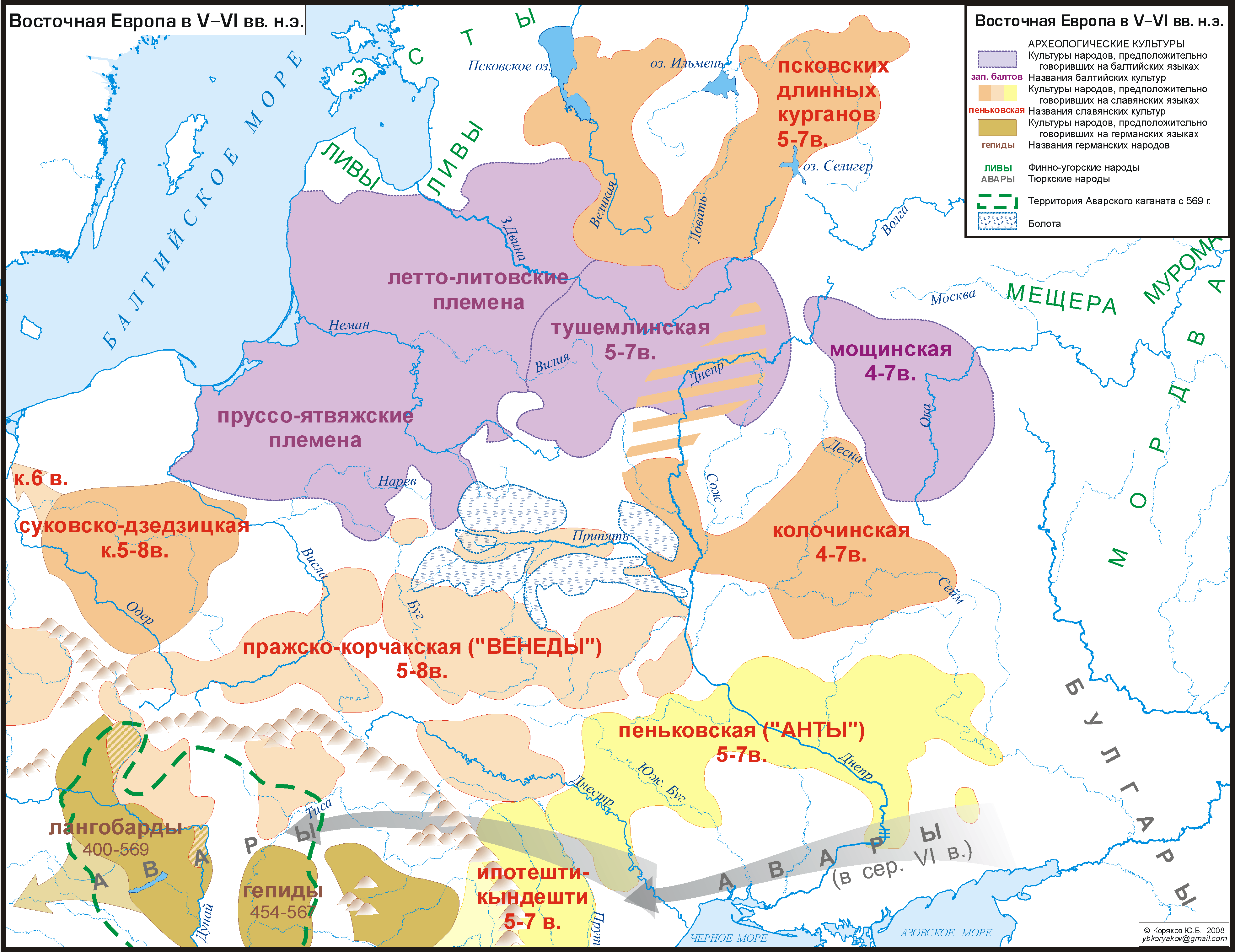
Kultura długich kurhanów

Krywicze – plemię wschodniosłowiańskie.
Krywicze wyodrębnili się z plemion siewierskich. Przypuszczalnie pierwotnie zamieszkiwali tereny nad lewym brzegiem Dniepru, choć istnieją teorie o ich nadwiślańskim lub nadniemeńskim pochodzeniu.
Na początku VI wieku Krywicze przywędrowali nad górne odcinki Dniepru, Dźwiny i Berezyny oraz nad Wieliką i Niemnem. W trakcie wędrówki wyodrębniły się trzy grupy plemienia: północna pskowska, wschodnia smoleńska i zachodnia połocka. 
- Pskowianie założyli swoje siedziby nad Wieliką, górną Dźwiną i Jeziorem Pskowskim. Na obszarach Krywiczan znajdował się Izborsk, gdzie panował Truwor – brat Ruryka pochodzenia wikińskiego. Po 1036 roku zostali wchłonięci przez Nowogród Wielki.
- Smoleńszczanie w VII–VIII wieku osiedlili się nad górną Wołgą, Dźwiną i Dnieprem – tereny, które przedtem zamieszkali Bałtowie, wyparci na zachód przez nacierających Krywiczów. Założyli na zajętych terenach grody Smoleńsk, Orszę, Kopyś, Toropiec.
- Połocczanie, podobnie, jak Krywicze smoleńscy, rozpoczęli proces osiedlania się w VII–VIII wieku. Początkowo Krywicze podlegali Kaganatowi Chazarskiemu. Po kilku wojnach wygranych przez księcia ruskiego Olega w 885 roku zostali podporządkowani Rusi Kijowskiej[2]. Po wyparciu Bałtów Rogwołod założył pod koniec X wieku w środkowym dorzeczu Dźwiny księstwo połockie[1].

Istnieje kilka hipotez na temat pochodzenia nazwy plemienia. Niektórzy naukowcy sądzą, że ma związek z topografią: słowo kriviči oznaczało ląd, brzeg. Według innej wersji staroruski przymiotnik kriv' oznaczał krzywy, fałszywy, co przełożyło się na nazwę ludu. Możliwe jest także, że plemię miało wodza o imieniu Kriv-, choć ten wariant nie ma dużego poparcia u badaczy. Ostatni raz Krywicze zostali wzmiankowani w źródłach pisanych w 1162 roku. Nazwa plemienia został użyta wówczas na określenie książąt połockich. Wpływ na kulturę Krywiczów mieli Bałtowie i Finowie, co przejawia się w ugrofińskim pochodzeniu nazw miejscowych. Nazwa Krywicze przetrwała także w języku łotewskim jako określenie wszystkich Słowian wschodnich – Kreevo. W XIX wieku etnograf Jan Czeczot użył przymiotnika krywicki w swoim dziele Piosnki wieśniacze z nad Niemna i Dźwiny, z dołączeniem pierwotwornych w mowie sławiano-krewickiéj, zaś autorzy Słownika geograficznego Królestwa Polskiego i innych krajów słowiańskich pod hasłem „Krywicze” umieścili informację, że zamieszkałe niegdyś przez Krywiczów obszary od Smoleńska po Grodno, od Połocka do Mozyrza, Łotysze nazywają ziemią Krywów.
Krywicze mieli charakterystyczny sposób grzebania zmarłych, co odróżniało ich od sąsiednich plemion słowiańskich. Zmarłych chowano w kurhanach podłużnych o wymiarach około 50×7 m oraz wysokości ok. 1 m. Pochówki zawierały prochy do kilkunastu członków rodziny oraz niezbędne przedmioty codziennego użytku. Wierzono, że te rzeczy przydadzą się zmarłym w życiu pozagrobowym (kultura długich kurhanów). Na IX wiek datowane są najstarsze pochówki indywidualne. Pojawił się również trzeci sposób grzebania – kurhany szkieletowe – który przetrwał do XIII wieku.